# Domenico Spanò Bolani
Domenico Spanò Bolani (Reggio Calabria, 11 aprile 1815 – Reggio Calabria, 29 giugno 1890) è stato un politico e letterato italiano, Deputato del Regno d'Italia e più volte sindaco di Reggio Calabria. Fu autore di un libro sulla storia di Reggio dall'età arcaica (XV secolo a.C.) sino al 1797.

## Biografia
Nacque a Reggio da Antonio e da Anna Genoese. Lo studio dei classici italiani fece crescere in lui l'amore per la patria e per la libertà.
Nel 1834 Spanò Bolani provò infatti a fondare un giornale letterario, ma fu prontamente sconsigliato dall'intendente della Provincia Roberto Betti, anch'egli letterato.
Il 1º marzo 1838 però riuscì a realizzare il suo progetto con l'uscita del primo numero della Fata Morgana. Nell'articolo di fondo il giovane Spanò Bolani invitava i calabresi a non vivere dei ricordi della passata grandezza, esortandoli a meritare gloria:
Il giornale dunque raccolse attorno a sé molti giovani liberali, tra cui il canonico Paolo Pellicano, Gaetano Ruffo, Francesco Saverio Salfi e tanti altri che, sotto l'ardore letterario, nascondevano l'amore patriottico.
Fata Morgana fu soppresso nel 1847 e, anche se lo Spanò Bolani non soffrì le persecuzioni conseguenti ai moti del '47, altri suoi collaboratori come il Pellicano subirono il carcere, o come il Ruffo (uno dei cinque martiri di Gerace) il martirio.
Lo Spanò Bolani fu solamente iscritto nella lista degli attendibili, cioè tra i sospettati di liberalismo, sorvegliati attentamente dalla polizia. Egli comunque fu moderato e non prese parte attiva alla vita politica immergendosi negli studi. Fu in questo periodo che compose la sua "Storia di Reggio", pubblicata in prima edizione a Napoli nel 1857. Decise di non dedicare la sua storia a Ferdinando II di Borbone e subì perciò un breve arresto a Napoli.
Nel febbraio del 1860 fu eletto sindaco di Reggio, ma appena Francesco II diede la costituzione, dietro interessamento di Demetrio Salazzar e di Salvatore Rognetta, andati a Napoli appositamente per destituire Giuseppe Dentice d'Accadia, borbonico e reazionario, Liborio Romano nominò lo Spanò Bolani funzionante intendente.
Il 9 agosto fu quindi nominato intendente con il compito preciso «di risparmiare sangue cittadino e di preservare la città dagli orrori della guerra civile». Al che egli rispose con un telegramma: «Farò possibile servire mio paese». Fu così elemento moderatore e pacificatore, riuscendo ad impedire ogni manifestazione di violenza.
Con l'arrivo di Garibaldi, dopo la Battaglia di Piazza Duomo del 21 agosto, lo Spanò Bolani lasciò il suo posto di Intendente convinto di aver fatto il suo dovere «in momenti gravissimi, e quando la patria aveva bisogno dell'aiuto di tutti i suoi figli per essere preservata dalle sanguinose calamità che la minacciavano».
Nella sua lettera del 22 agosto al ministro dell'interno, aggiungeva infatti: «La patria fu salva, mediante la fiducia di che i miei compatrioti sempre mi circondarono, e mediante l'ammirabile attitudine di questo Popolo che si mostrò civilissimo e maturo alle più larghe libertà».
Si ritirava quindi a vita privata per dedicarsi ai suoi studi: «oggi che la mia patria è libera, oggi che nessun pericolo ci minaccia».
Prodittatore della provincia di Reggio, con poteri illimitati, fu nominato da Garibaldi Antonio Plutino, mentre lo Spanò Bolani restava presidente della Reale Società economica, che aveva l'importante compito di promuovere gli studi per la conoscenza ed il miglioramento delle condizioni della provincia.
Nel 1861 Spanò Bolani fu eletto deputato, ma la sua nomina fu annullata.
Nel 1862 fece parte, assieme a Giuseppe Gulli, Giovanni Ramirez e Bruno Rossi, dell'ambasceria che si recò a Melito di Porto Salvo per convincere Garibaldi a non marciare su Reggio, fortemente presidiata da truppe regie, per evitare danni alla città. Garibaldi si lasciò convincere e prese la via dei monti che da Melito, attraverso Bagaladi conduce sull'Aspromonte.
Nel 1864 Domenico Spanò Bolani sposò Isabella De Blasio dei Baroni di Palizzi.
Nel 1865 fu eletto deputato del collegio di Reggio e alla Camera sedette tra i moderati, pur non mancando di difendere gli interessi della sua terra, anche contro il suo stesso partito. Nel 1867 la Camera fu sciolta ed egli non volle più ripresentare la sua candidatura.
Nel 1872, dopo otto anni di matrimonio, la moglie morì, lasciandolo con quattro figli. Egli la cantò in versi commossi, non privi di fascino e di pregio.
Fu sempre nelle amministrazioni comunali e provinciali della sua città, fino alla morte. Durante il colera del 1887, da sindaco, nonostante la sua tardiva età, si prodigò in favore della popolazione sofferente.
Massone, fece parte della Loggia Domenico Romeo di Reggio Calabria, fondata il 26 maggio 1863, che fu la prima Loggia in Calabria dopo l'Unità.
A Domenico Spanò Bolani si deve la fondazione del Museo Civico di Reggio (oggi Museo Nazionale della Magna Grecia), a lui in seguito intitolato, che fu inaugurato nel 1891 da Fabrizio Plutino. Lo Spanò Bolani ne fu direttore onorario, meticoloso raccoglitore di materiale, prezioso ed efficace illustratore.
Morì il 29 giugno del 1890.

## Opere
- Storia di Reggio di Calabria da' tempi primitivi sino all'anno di Cristo 1797, Stamperia e Cartiere del Fibreno, Napoli, 1857 ( Leggi su Wikisource).
- Storia di Reggio di Calabria dai tempi primitivi al 1797, Ed. Barbaro, Oppido Mamertina, 1979